# (100271) 1994 VP1
(100271) 1994 VP1 es un asteroide perteneciente al cinturón de asteroides, descubierto el 3 de noviembre de 1994 por Takao Kobayashi desde el Observatorio de Ōizumi, Ōizumi, Japón.

## Designación y nombre
Designado provisionalmente como 1994 VP1.

## Características orbitales
1994 VP1 está situado a una distancia media del Sol de 2,570 ua, pudiendo alejarse hasta 3,020 ua y acercarse hasta 2,119 ua. Su excentricidad es 0,175 y la inclinación orbital 6,967 grados. Emplea 1504 días en completar una órbita alrededor del Sol.

## Características físicas
La magnitud absoluta de 1994 VP1 es 15,5. Tiene 2,476 km de diámetro y su albedo se estima en 0,263.